# Nam Iwo Jima

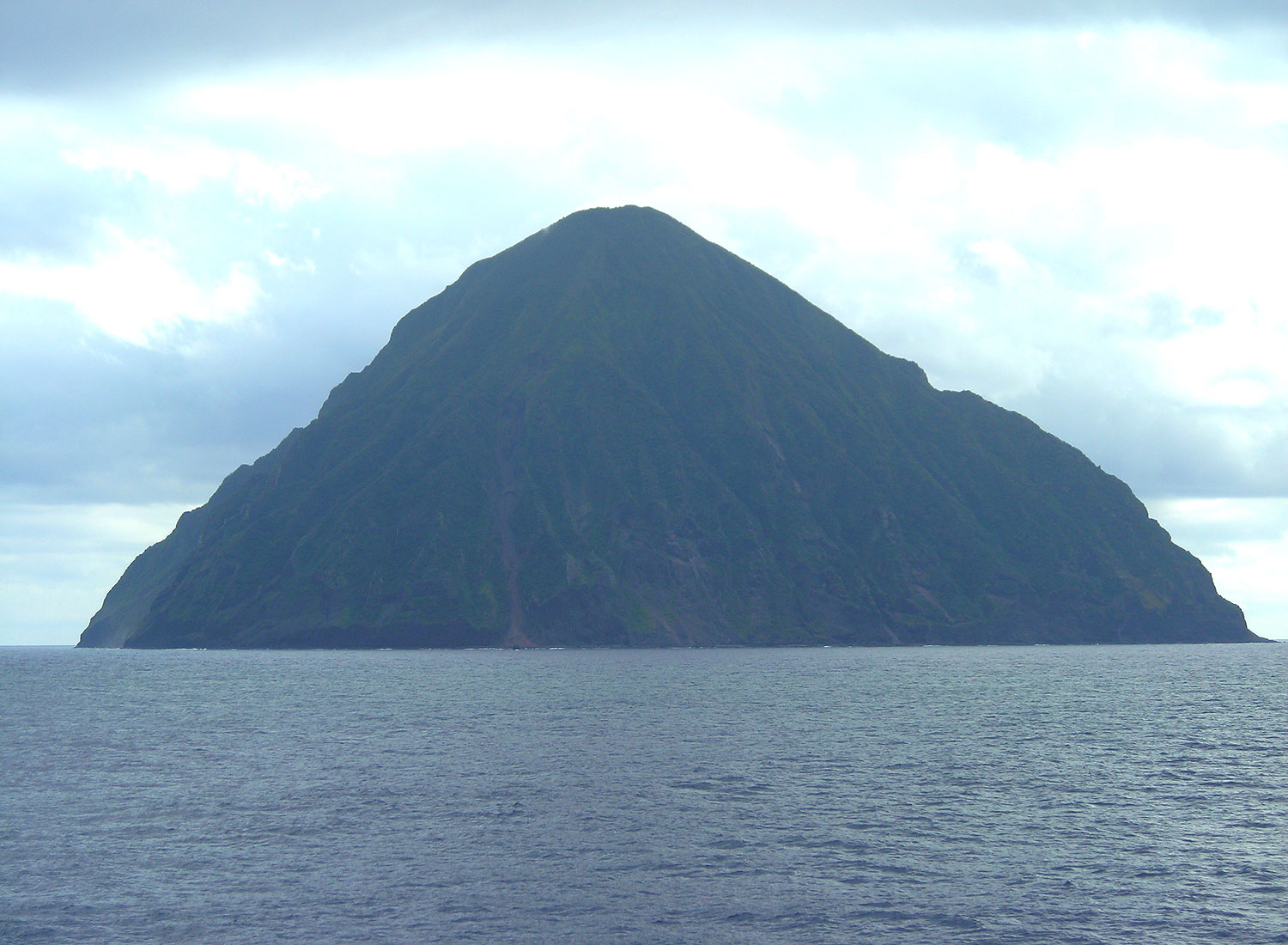
Hòn đảo nhìn từ Ogasawara-maru

Nam Iwo Jima (tiếng Nhật: 南硫黄島 chính thức  Minami-iōtō, cũng thường viết là Minami-iōjima: "đảo nam lưu huỳnh") là đảo cực nam của nhóm đảo Kazan (Núi lửa) của quần đảo Ogasawara, 60 km về phía nam của Iwo Jima. Hòn đảo cách 1300 km về phía nam của Tokyo, 330 km nam tây nam của Chichijima. Diện tích của đảo là 3,4 km², chiều dài bờ biển là 7,5 km, và đỉnh cao nhất là 916m, cao nhất cả quần đảo Ogasawara. Đảo thuộc làng Ogasawara của Tokyo và không có cư dân sinh sống. Cách phát âm tiếng Nhật của đảo được chuyển đổi từ ngày 18 tháng 6 năm 2007 thành Minami-iōtō, còn kanji vẫn giữ nguyên.  Hòn đảo tiếp theo ở phía nam là Farallon de Pajaros của Quần đảo Mariana.